# بولين فورس
بولين فورس (بالفرنسية: Pauline Fourès)‏ (و. 1778 – 1869 م) هي رسامة، وروائية، وموسيقية، وكاتِبة فرنسية، ولدت في بامييه، توفيت في باريس، عن عمر يناهز 91 عاماً.